# Saladino
Nácer Saladim Iúçufe ibne Aiube (em árabe: صلاح الدين يوسف بن أيوب; romaniz.: Ṣalāḥ ad-Dīn Yūsuf ibn Ayyūb; em curdo: سه‌لاحه‌دین ئه‌یوبی; romaniz.: Selah'edînê Eyubî; c. 1138 – 4 de março de 1193), mais conhecido como Saladino (em latim: Saladinus), foi um chefe militar curdo muçulmano que se tornou sultão do Egito e da Síria e liderou a oposição islâmica aos cruzados europeus no Levante. No auge de seu poder, seu domínio se estendia pelo Egito, Palestina, Síria, Iraque, Iêmem e pelo Hejaz. Foi responsável por reconquistar Jerusalém das mãos do Reino de Jerusalém, após sua vitória na Batalha de Hatim e, como tal, tornou-se uma figura emblemática na cultura curda, árabe, persa, turca e islâmica em geral. Saladino, adepto do islamismo sunita, tornou-se célebre entre os cronistas cristãos da época por sua conduta cavalheiresca, especialmente nos relatos sobre o sítio de Queraque em Moabe, e apesar de ser a nêmesis dos cruzados, conquistou o respeito de muitos deles, incluindo Ricardo Coração de Leão. Longe de se tornar uma figura odiada na Europa, tornou-se um exemplo célebre dos princípios da cavalaria medieval.

## Biografia
Nasceu em Ticrite (no atual território do Iraque) em 1138, e morreu em Damasco, hoje capital da Síria, em 1193. Foi o responsável por restaurar o sunismo no Egito. Saladino distinguiu-se pela primeira vez nas campanhas do Egito, sendo nomeado vizir. Sultão do Egito a partir de 1175, sucedeu a Atabegue de Moçul, em nome de quem partiu à conquista do Egito. Unificou o país (1164-1174), a Síria (1174-1187) e a Mesopotâmia, tornando-se um poderoso dirigente. Doutrinou zelosamente seu povo a encarar a luta contra a cristandade como uma guerra santa e fundou colégios para o ensino da religião islâmica.

### Conflitos com os cruzados
Em duas ocasiões, em 1170 e 1172, Saladino recuou de uma invasão ao Reino de Jerusalém. Essas ordens haviam sido dadas por Noradine, e Saladino esperava que aquele reino cruzado permanecesse intacto, como um estado satélite entre o Egito e a Síria, até que Saladino pudesse ganhar controle sobre a Síria também. Noradine e Saladino já estavam rumo à guerra aberta nesses termos, quando Noradine morreu, em 1174. O herdeiro de Noradine, Sale Ismail Maleque era apenas um menino, sob os cuidados de eunucos da corte, e morreu em 1181.
Imediatamente após a morte de Noradine, Saladino marchou até Damasco e foi bem recebido na cidade. Lá ele reforçou sua legitimidade, de acordo com o costume da época, casando com a viúva de Noradine. Por outro lado, Alepo e Moçul, as outras duas maiores cidades que Noradine havia governado, nunca foram tomadas, porém Saladino conseguiu impor sua influência e autoridade a elas em 1176 e 1186, respectivamente. Enquanto ele estava ocupado no cerco a Alepo, em 22 de maio de 1176, o sombrio grupo de assassinos do Ismaili, o Assassino, tentou matá-lo. Eles conduziram dois atentados à sua vida, no segundo deles chegando a ponto de infligir ferimentos.
Enquanto Saladino consolidava seu poder na Síria, geralmente deixava em paz o reino cruzado, embora fosse frequentemente vitorioso nas ocasiões em que batalhava com os cruzados. Uma exceção foi a Batalha de Monte Gisardo no dia 25 de novembro de 1177. Nela, ele foi derrotado pelas forças combinadas de Balduíno IV  de Jerusalém, Reinaldo de Châtillon e os Cavaleiros Templários. Apenas um décimo de seu exército conseguiu retornar ao Egito.

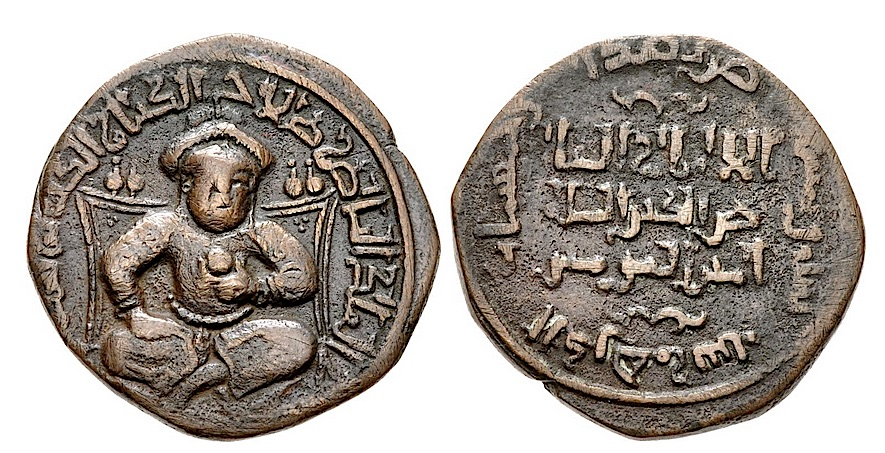
Dirrã de cobre com imagem de Saladino

Uma trégua foi declarada entre Saladino e os Estados cruzados em 1178. Saladino passou o ano seguinte recuperando-se da derrota e reconstruindo seu exército, retornando ao ataque em 1179, quando derrotou os cruzados na Batalha do vau de Jacó. Contra-ataques cruzados provocaram ainda outras retaliações de Saladino. Reinaldo de Châtillon, em particular, perturbou as rotas de comércio e peregrinação muçulmanas com uma frota no mar Vermelho, uma rota marítima que Saladino necessitava manter aberta. Como resposta, Saladino construiu uma frota de 30 galés para atacar Beirute em 1182. Châtillon ameaçou atacar as cidades sagradas de Meca e Medina. Em retribuição, Saladino cercou Queraque, o forte de Châtillon no Senhorio da Transjordânia, em 1183 e 1184. Châtillon respondeu saqueando uma caravana de peregrinos no Haje em 1185. De acordo com a Old French Continuation de Guilherme de Tiro, do final do século XIII, Reinaldo capturou a irmã de Saladino durante uma pilhagem a uma caravana, embora isso não seja atestado em outras fontes contemporâneas, sejam elas muçulmanas ou francas. De fato, Châtillon havia atacado uma caravana anterior, e Saladino mandou a guarda garantir a segurança de sua irmã e do filho dela, que não chegaram a sofrer danos.
Em julho de 1187, Saladino capturou a maior parte do Reino de Jerusalém. No dia 4 de julho de 1187 ele deparou-se, na Batalha de Hatim, com as forças combinadas de Guido de Lusinhão, Rei Consorte de Jerusalém, e Raimundo III de Trípoli. Somente na batalha, o exército cruzado foi em grande parte aniquilado pelo exército motivado de Saladino, naquilo que foi um desastre completo para os cruzados e uma virada na história das Cruzadas. Saladino capturou Reinaldo de Châtillon e providenciou pessoalmente sua execução. Guido de Lusinhão também foi capturado, porém sua vida foi poupada. Dois dias após a Batalha de Hatim, Saladino ordenou a execução de todos os prisioneiros de ordem militar por decapitação. As execuções eram levadas a cabo à medida que o próprio secretário de Saladino, Imadadim de Ispaã, descreve (Ibid, pág. 138): "Ele (Saladino) ordenou que eles deveriam ser decapitados, preferindo tê-los mortos a prisioneiros. Com ele estava um grande grupo de sufis e estudiosos, e certo número de devotos e ascetas; cada um implorava permissão para matar um deles, e desembainhava sua espada e arregaçava sua manga. Saladino, com uma expressão alegre no rosto, estava sentado no seu dais; os descrentes mostravam um negro desespero." A execução dos prisioneiros em Hatim não foi a primeira de Saladino. Em 29 de agosto de 1179 ele tomou o castelo em Bait al-Ahazon, e aproximadamente 700 prisioneiros foram capturados e executados.
De acordo com Bea Adim, Saladino planejava conquistar a Europa após a captura de Jerusalém:
| “ | Enquanto eu (Bea Adim) aguardava, Saladino voltou-se para mim e disse: "Creio que, quando Deus me conceder a vitória sobre o resto da Palestina, deverei dividir meus territórios, fazer um testamento declarando meus desejos, e então içar velas neste mar, para suas terras longínquas, a lá arrebatar os francos, de maneira a livrar a terra de qualquer um que não acredite em Deus, ou morrer tentando." | ” |

Logo, Saladino já havia capturado quase todas as cidades dos cruzados. Ele tomou Jerusalém em 2 de outubro de 1187, após um cerco. Saladino inicialmente não pretendia garantir termos de anistia aos ocupantes de Jerusalém, até que Balião de Ibelin ameaçou matar todos os muçulmanos da cidade, estimado entre três e cinco mil pessoas, e destruir os templos sagrados do Islã na Cúpula da Rocha e a mesquita de Al-Aqsa se não fosse dada anistia. Saladino consultou seu conselho e esses termos foram aceitos. Um resgate deveria ser pago por cada franco na cidade, fosse homem, mulher ou criança. Saladino permitiu que muitos partissem sem ter a quantia exigida por resgate para outros. De acordo com Imad al-Din, aproximadamente sete mil homens e oito mil mulheres não puderam pagar por seu resgate e foram tornados escravos.

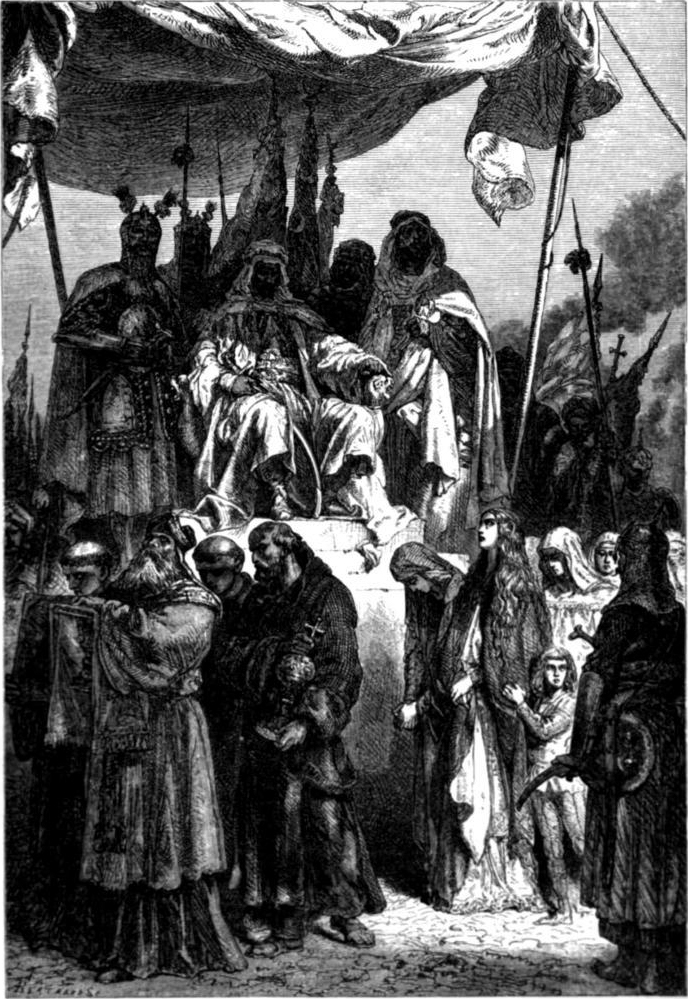
Cristãos perante Saladino durante a Terceira Cruzada

Apenas Tiro resistiu. A cidade era então comandada pelo Conrado de Monferrato. Ele fortaleceu as defesas de Tiro e suportou dois cercos de Saladino. Em 1188, em Tortosa, Saladino libertou Guido de Lusinhão e devolveu-o à sua esposa, a rainha Sibila de Jerusalém. Eles foram primeiro a Trípoli, e depois a Antioquia. Em 1189, eles tentaram reclamar Tiro para seu reino, mas sua admissão foi recusada por Conrado, que não reconhecia Guido como rei. Guido então começou o cerco de Acre.
Hatim e a queda de Jerusalém foram causas da Terceira Cruzada, financiada na Inglaterra por um especial "dízimo de Saladino". Essa cruzada retomou a cidade de Acre. Após Ricardo I de Inglaterra executar os prisioneiros muçulmanos em Acre, Saladino retaliou matando todos os francos capturados entre 28 de agosto e 10 de setembro. Bea Adim descreve uma cena particularmente horrenda envolvendo dois francos capturados nesse período: "Enquanto estávamos lá eles trouxeram ao sultão (Saladino) dois francos que haviam sido aprisionados pela guarda avançada. Ele os decapitou ali mesmo." Os exércitos de Saladino engajaram-se em combate com os exércitos rivais do rei Ricardo I de Inglaterra na Batalha de Arçufe (ou de Apolónia), em 7 de setembro de 1191, na qual Saladino foi derrotado. A relação entre Saladino e Ricardo era uma de respeito cavalheiresco mútuo, assim como de rivalidade militar; ambos eram celebrados em romances cortesãos. Quando Ricardo foi ferido, Saladino ofereceu os serviços de seu médico pessoal. Em Apolónia, quando Ricardo perdeu seu cavalo, Saladino enviou-lhe dois substitutos. Saladino também lhe enviou frutas frescas com neve, para manter as bebidas frias. Ricardo sugeriu que sua irmã poderia casar-se com o irmão de Saladino — e Jerusalém poderia ser seu presente de casamento.
Os dois chegaram a um acordo sobre Jerusalém no Tratado de Ramla em 1192, pelo qual a cidade permaneceria em mãos muçulmanas, mas estaria aberta às peregrinações cristãs; o tratado reduzia o reino latino a uma estreita faixa costeira desde Tiro até Jafa.
Saladino morreu no dia 4 de março de 1193, em Damasco, pouco depois da partida de Ricardo. Quando o tesouro de Saladino foi aberto, não havia dinheiro suficiente para pagar por seu funeral; ele havia dado todo o seu imenso tesouro para caridade.
Ele está enterrado no Mausoléu de Saladino, no complexo da Mesquita dos Omíadas, em Damasco, e é uma atração popular.

## Reconhecimento
Considerado o campeão da guerra santa, Saladino se tornou o herói de um ciclo de lendas, que percorreram todo o Oriente Médio e a Europa, e seus feitos são lembrados e admirados até os dias de hoje pelos povos muçulmanos.
Forte protector da cultura islâmica, não era apenas um líder militar, mas também um excelente administrador dos seus domínios. Mandou reconstruir a Mesquita de Al-Aqsa na cidade de Jerusalém, e ordenou também a construção da cidadela do Cairo e outros monumentos de interesse.